# Aloe gariepensis
Aloe gariepensis är en grästrädsväxtart som beskrevs av Neville Stuart Pillans. Aloe gariepensis ingår i släktet Aloe och familjen grästrädsväxter. Inga underarter finns listade i Catalogue of Life.

## Bildgalleri

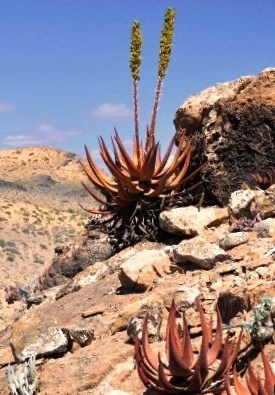